# Gewerbeaufsicht
Die Gewerbeaufsicht ist eine Aufsichtsbehörde, die für die Überwachung der Rechtsnormen des Gewerberechts sowie des Arbeits-, Umwelt- und Verbraucherschutzes zuständig ist. Sie darf nicht verwechselt werden mit den Ordnungsämtern oder dem Gewerbeamt.

## Allgemeines
Die Funktion der Gewerbeaufsicht wird durch Gewerbeaufsichtsämter (oder regional auch Amt für Arbeitsschutz oder Umweltamt) wahrgenommen, die als Teil der staatlichen Wirtschaftsüberwachung die Einhaltung gewerberechtlicher und anderer Vorschriften kontrollieren. Zu den anderen Vorschriften gehören unter anderem der Jugendschutz, Mutterschutz, das Arbeitszeitgesetz und das Ladenschlussgesetz.

## Geschichte
Eine systematische Gewerbeaufsicht entstand erst zur Zeit der Industrialisierung, als die Risiken aus technischem Fortschritt und Innovationen zunahmen. Der erste Kokshochofen entstand 1796 in Oberschlesien, dessen Betriebsgefahr die ihn bedienenden Arbeiter bedrohte. Das galt auch für die 1797 von Henry Maudsley erfundene Metalldrehbank, einer Werkzeugmaschine. Die Patentierung der Dampfmaschine im Jahre 1769 durch James Watt erhöhte das Risiko von Arbeitsunfällen durch Dampfkesselexplosionen bei der Eisenbahn und in der Schifffahrt.
In England etablierte sich deshalb 1833 der Fabrikinspektor (englisch factory inspector), der die Kontrolle der zunehmend größer und gefährlicher werdenden Industrieproduktion übernahm. Preußen führte 1845 die Gewerbefreiheit ein, was zur Unternehmensgründung vieler kleiner Gewerbebetriebe führte. Die hierdurch verstärkte Kinder- und Frauenarbeit fand unter teilweise menschenunwürdigen Arbeitsbedingungen statt. Anknüpfend hieran sah das preußische Arbeitsschutzgesetz vom Mai 1853 so genannte Fabrikationsinspektionen „als Organe der Staatsbehörden“ bei den Bezirksregierungen vor. Diese gelten als Ursprung der heutigen Gewerbeaufsicht, welche die Polizei um Amtshilfe ersuchen durfte. Der Norddeutsche Bund übernahm diese Regelung im Juni 1869 in seine Gewerbeordnung. Seit Juli 1878 nannte man sie „staatliche Gewerbeaufsicht“, die neben dem Jugendschutz auch den Gefahrenschutz im gesamten Reichsgebiet übernahm. In Bayern wurde 1879 der erste Fabrikinspektor für die Oberpfalz und Franken eingestellt. Die heutige Organisation der Gewerbeaufsicht entstand in Preußen im April 1891. Seitdem unterlagen Betriebe mit mindestens 10 Beschäftigten, ab 1925 mit mindestens fünf Beschäftigten der Aufsicht.

## Rechtsfragen
Die Gewerbeaufsicht beginnt mit der für viele Gewerbearten erforderlichen behördlichen Erlaubnis, so beispielsweise für Privatkrankenanstalten (§ 30 Abs. 1 GewO), Spielautomaten mit Gewinnmöglichkeit (§ 33c Abs. 1 GewO), Spielhallen (§ 33i Abs. 1 GewO), Pfandleihgewerbe (§ 34 Abs. 1 GewO), Bewachungsgewerbe (§ 34a Abs. 1 GewO), Versteigerungsgewerbe (§ 34b Abs. 1 GewO), Immobilienmakler, Darlehensvermittler, Bauträger, Baubetreuer, Wohnimmobilienverwalter (§ 34c Abs. 1 GewO), Versicherungsvermittler und Versicherungsberater (§ 34d Abs. 1 GewO) oder Finanzanlagenvermittler (§ 34f Abs. 1 GewO).
Den Gewerbeaufsichtsbehörden stehen nach § 139b Abs. 1 GewO bei Ausübung dieser Aufsicht alle amtlichen Befugnisse der Ortspolizeibehörden, insbesondere das Recht zur jederzeitigen Besichtigung und Prüfung der Anlagen, zu. Sie können im Rahmen der Eingriffsverwaltung Anordnungen und Zwangsmaßnahmen gegen Gewerbebetriebe durchführen, die bis zur Gewerbeuntersagung nach § 35 Abs. 1 GewO reichen.
Gewerbeaufsichtsrecht ist Landesrecht:
- In Baden-Württemberg wurden im Rahmen der Verwaltungsreform die Staatlichen Gewerbeaufsichtsämter zum 1. Januar 2005 aufgelöst und in die vier Regierungspräsidien sowie in 44 Land- und Stadtkreise eingegliedert.
- In Bayern wurden die sieben Gewerbeaufsichtsämter 2005 an die Regierungen der Bezirke angegliedert.
- In Berlin ist das Landesamt für Arbeitsschutz, Gesundheitsschutz und technische Sicherheit Berlin (LAGetSi) seit 1998 die staatliche Arbeitsschutzbehörde. Sie überwacht den Schutz von Gesundheit und Sicherheit bei der Arbeit der Berliner Beschäftigten, die technische Sicherheit von Berliner Betrieben und Anlagen und den technischen Verbraucherschutz für Berliner Verbraucher.
- In Hessen wurden die Staatlichen Gewerbeaufsichtsämter mit Wirkung vom 1. April 1993 aufgelöst und an ihrer Stelle Staatliche Ämter für Arbeitsschutz und Sicherheitstechnik errichtet.[7] Diese wurden mit Wirkung vom 1. Juli 2002 zunächst in die drei Regierungspräsidien des Landes eingegliedert[8] und mit Wirkung vom 22. Dezember 2007 als eigenständige Behörden aufgelöst.[9] Heute teilen sich die Aufgaben nach der Gewerbeordnung in Hessen mehrere Behörden, u. a. die Gemeinden (Gemeindevorstand), die kreisfreien Städte und Kreise (Magistrate und Kreisausschüsse), die Regierungspräsidien und die Industrie- und Handelskammern.[10]
- Die Niedersächsische Gewerbeaufsichtsverwaltung nimmt mit ihren zehn Staatlichen Gewerbeaufsichtsämtern Aufgaben im Arbeits-, Gefahren-, Umwelt- und Verbraucherschutz wahr. Im Rahmen der Auflösung der Bezirksregierungen zum 1. Januar 2005 sind diese Ämter nunmehr direkt dem Ministerium für Umwelt, Energie und Klimaschutz und dem Ministerium für Soziales, Frauen, Familie, Gesundheit und Integration unterstellt.
- In Nordrhein-Westfalen wurden die Staatlichen Ämter für Arbeitsschutz und die Staatlichen Umweltämter zum 1. Januar 2007 aufgelöst und in die fünf Bezirksregierungen eingegliedert.
- In Rheinland-Pfalz werden die Aufgaben der Gewerbeaufsicht durch die Struktur- und Genehmigungsdirektionen wahrgenommen.
- In Schleswig-Holstein informiert und berät seit 2008 die Staatliche Arbeitsschutzbehörde bei der Unfallkasse Nord die Betriebe und ihre Beschäftigten bezüglich der Rechtsvorschriften zum Arbeitsschutz und kontrolliert deren Einhaltung. Sie ist als Landesbehörde integriert in eine Unfallkasse.

## Abgrenzung zu den Berufsgenossenschaften
Die ebenfalls auf dem Feld der Arbeitssicherheit und des beruflichen Gesundheitsschutzes tätigen Berufsgenossenschaften befassen sich vorrangig mit den Belangen der bei ihnen versicherten Arbeitnehmer und deren Arbeitsbedingungen. Demgegenüber erfasst das Arbeitsgebiet der Gewerbeaufsicht darüber hinaus den Schutz der breiten Öffentlichkeit.
In Deutschland gibt es ein duales System seitens des Arbeitsschutzes. Einerseits werden von den Gewerbeaufsichtsämtern (bzw. Ämtern für Arbeitsschutz) und andererseits von den Berufsgenossenschaften hoheitliche Aufgaben im Arbeitsschutz übernommen. In den letzten Jahrzehnten hat es immer wieder Bestrebungen gegeben, diese „doppelte Aufgabenwahrnehmung“ in nur einer Behörde zu vereinen. Dies scheiterte aber bisher an der unterschiedlichen Struktur und an der Finanzierung.
Als Alternative wurde die „gemeinsame deutsche Arbeitsschutzstrategie (GDA)“ ins Leben gerufen, die mit der Nationalen Arbeitsschutzkonferenz auch eine zuständige Institution besitzt. Die GDA sieht gemeinsame Aktionen im Bereich des Arbeitsschutzes vor, die zum Teil Pflicht, zum Teil freiwillig sind. Es gibt Regelungen, um Doppelprüfungen (von Berufsgenossenschaften und staatlichen Arbeitsschutzbehörden) zu vermeiden und Vereinbarungen zum Datenaustausch, die bisher aber noch nicht in vollem Umfang wirksam sind.
Die Berufsgenossenschaften setzen bundeseinheitlich vorwiegend das branchenspezifische berufsgenossenschaftliche Vorschriften- und Regelwerk um (auf staatliche Vorschriften greifen die Berufsgenossenschaften und Unfallkassen über § 2 Abs. 1 DGUV Vorschrift 1, sowie der Anlage 1 dieser Unfallverhütungsvorschrift zu), während die Gewerbeaufsichtsämter den staatlichen Arbeitsschutz auf Ebene der Bundesländer vollziehen (z. B. Arbeitsschutzgesetz, Betriebssicherheitsverordnung, Mutterschutzgesetz, Jugendarbeitsschutzgesetz, Arbeitszeitgesetz). Grundsätzlich können aber Defizite im Arbeitsschutz sowohl von der Berufsgenossenschaft wie auch von der Gewerbeaufsicht beanstandet werden.

## International
In Österreich heißt die Gewerbeaufsicht Arbeitsinspektorat. Die Arbeitsinspektion ist ein Teil des Bundesministeriums für Arbeit, Familie und Jugend und hat zur Aufgabe, die Einhaltung der gesetzlichen Bestimmungen zum Schutz des Lebens und der Gesundheit der arbeitenden Menschen in den Betrieben zu überwachen.
In der Schweiz heißt die entsprechende Organisation Eidgenössische Arbeitsinspektion. Sie beaufsichtigt, koordiniert und unterstützt den Vollzug der Vorschriften für den Arbeitnehmerschutz durch die Kantone, vor allem im Gesundheitsschutz am Arbeitsplatz (nach dem Arbeitsgesetz) und bei der Berufsunfallverhütung (nach dem Unfallversicherungsgesetz; UVG).
Das britische Pendant ist die Health and Safety Executive.